# Stephan Protschka
Stephan Protschka est un homme politique allemand, né le 8 novembre 1977 à Dingolfing en Bavière. Membre de l'Alternative pour l'Allemagne (AfD), il est élu au 19e Bundestag en 2017.

## Carrière
Protschka étudie à la Realschule dans sa ville natale, puis il suit une formation d'électricien avant de faire son service militaire. Il exerce ensuite une profession indépendante.
De 1993 à 2010, Protschka est membre de la Junge Union de Bavière. Il rejoint l'Alternative pour l'Allemagne (AfD) en 2013 ; il indique comme motif d'entrée son mécontentement vis-à-vis de la politique de « sauvetage de l'euro » mise en place par le gouvernement allemand. En 2013, il démissionne du comité du district de Basse-Bavière pour des raisons de santé,.
Lors des élections fédérales de 2017, il est élu au Bundestag sur la liste régionale de l'AfD Bavière (de).